# Gooik-Geraardsbergen-Gooik 2015
La 5e édition de Gooik-Geraardsbergen-Gooik a eu lieu le 31 mai 2015. La course fait partie du calendrier international féminin UCI 2015 en catégorie 1.1. L'épreuve est remportée par l'Australienne Gracie Elvin.

## Parcours
Le mur de Grammont et le Bosberg sont montés.

## Récit de la course
Après le passage des monts, vingt-trois coureuses constituent encore le peloton. À vingt-cinq kilomètres de l'arrivée, Emma Johansson, Katarzyna Niewiadoma et Elisa Longo Borghini attaquent. Leur avance culmine à vingt secondes. Elles sont reprises lors de l'arrivée sur le circuit urbain. Directement après, Gracie Elvin, Ellen van Dijk et Mayuko Hagiwara sortent. Au sprint, Gracie Elvin s'impose,.

## Classements

### Classement final
| \| Classement général \| Classement général \| Classement général \| Classement général \| Classement général \| \| Coureuse \| Coureuse \| Pays \| Équipe \| Temps \| \| ------------------ \| ------------------ \| ------------------ \| ------------------ \| ------------------ \| \| 1re \| Gracie Elvin \| Australie \| Orica-AIS \| 3 h 45 min 02 s \| \| 2e \| Ellen van Dijk \| Pays-Bas \| Boels Dolmans \| + 0 s \| \| 3e \| Mayuko Hagiwara \| Japon \| Wiggle Honda \| + 1 s \| \| 4e \| Amy Pieters \| Pays-Bas \| Liv-Plantur \| + 29 s \| \| 5e \| Chantal Blaak \| Pays-Bas \| Boels Dolmans \| + 29 s \| \| 6e \| Anouska Koster \| Pays-Bas \| Rabo Liv Women \| + 29 s \| \| 7e \| Emma Johansson \| Suède \| Orica-AIS \| + 29 s \| \| 8e \| Demi de Jong \| Pays-Bas \| Boels Dolmans \| + 29 s \| \| 9e \| Sofie De Vuyst \| Belgique \| Lensworld-Zannata \| + 29 s \| \| 10e \| Danielle King \| Royaume-Uni \| Wiggle Honda \| + 29 s \| |                 |             |                   |                 |
| |                 |             |                   |                 |
| Source : Cycling Quotient |                 |             |                   |                 |
| Classement général |                 |             |                   |                 |
| Coureuse | Coureuse        | Pays        | Équipe            | Temps           |
| 1re | Gracie Elvin    | Australie   | Orica-AIS         | 3 h 45 min 02 s |
| 2e | Ellen van Dijk  | Pays-Bas    | Boels Dolmans     | + 0 s           |
| 3e | Mayuko Hagiwara | Japon       | Wiggle Honda      | + 1 s           |
| 4e | Amy Pieters     | Pays-Bas    | Liv-Plantur       | + 29 s          |
| 5e | Chantal Blaak   | Pays-Bas    | Boels Dolmans     | + 29 s          |
| 6e | Anouska Koster  | Pays-Bas    | Rabo Liv Women    | + 29 s          |
| 7e | Emma Johansson  | Suède       | Orica-AIS         | + 29 s          |
| 8e | Demi de Jong    | Pays-Bas    | Boels Dolmans     | + 29 s          |
| 9e | Sofie De Vuyst  | Belgique    | Lensworld-Zannata | + 29 s          |
| 10e | Danielle King   | Royaume-Uni | Wiggle Honda      | + 29 s          |

### Points UCI
| Position           | 1er | 2e | 3e | 4e | 5e | 6e | 7e | 8e | 9e | 10e | 11e | 12e | 13e | 14e | 15e | 16e | 17e | 18e |
| Classement général | 80  | 60 | 45 | 35 | 30 | 25 | 21 | 18 | 15 | 12  | 10  | 8   | 6   | 5   | 4   | 3   | 2   | 1   |